# Morze złota
Morze złota (Bering Sea Gold) – reality show przedstawiające perypetie ludzi wydobywających złoto z dna Morza Beringa w okolicach Nome na Alasce. Program emitowany jest na kanale Discovery Channel. 

## Seria 1 (2012)
| n.o. | data emisji USA  | data emisji PL   | polski tytuł       | angielski tytuł                                |
| ---- | ---------------- | ---------------- | ------------------ | ---------------------------------------------- |
| 1    | 27 stycznia 2012 | 29 marca 2012    |                    | Paydirt                                        |
| 2    | 3 lutego 2012    | 5 kwietnia 2012  |                    | One Bad Deal                                   |
| 3    | 10 lutego 2012   | 12 kwietnia 2012 |                    | Suction                                        |
| 4    | 17 lutego 2012   | 19 kwietnia 2012 | Pogrzeb wikinga    | A Viking Funeral                               |
| 5    | 24 lutego 2012   | 26 kwietnia 2012 | W stopniu kapitana | Captaincy                                      |
| 6    | 2 marca 2012     | 3 maja 2012      | Eureka!            | Eureka!                                        |
| 7    | 9 marca 2012     | 10 maja 2012     | Złe wibracje       | Bad Vibrations                                 |
| 8    | 16 marca 2012    |                  |                    | The Bitter End                                 |
| 9    | 23 marca 2012    |                  |                    | After The Dredge - Risks and Rewards (Special) |
| 10   | 30 marca 2012    |                  |                    | After The Dredge - Gains and Losses (Special)  |

## Seria 2 (2012-2013)
| n.o. | data emisji USA  | data emisji PL | polski tytuł | angielski tytuł       |
| ---- | ---------------- | -------------- | ------------ | --------------------- |
| 1    | 24 sierpnia 2012 |                |              | The Gold Don't Care   |
| 2    | 31 sierpnia 2012 |                |              | Smoke Under Ice       |
| 3    | 7 września 2012  |                |              | All for Naught        |
| 4    | 14 września 2012 |                |              | Fractures on the Mend |
| 5    | 21 września 2012 |                |              | Leads to an End       |